# Goodmayes
Goodmayes è un quartiere del borgo londinese di Redbridge, che si trova a circa 17 km a nord-est di Charing Cross, nel centro di Londra, e a circa 3 km dal centro di Ilford.
Nel quartiere si trova il Goodmayes Park, un parco pubblico che presenta amenità come un laghetto, campi da tennis e da pallacanestro.
In questo spazio aperto, in precedenza, si trovava anche una rimessa per le banche e un anfiteatro, che però non sono disponibili.
In Barley Lane, si trova l'ospedale psichiatrico conosciuto come "Goodmayes Hospital".

## Storia
Goodmayes è rimasto un quartiere sottosviluppato fino al XIX secolo, quando c'è stato un esponenziale sviluppo urbano in periferia.

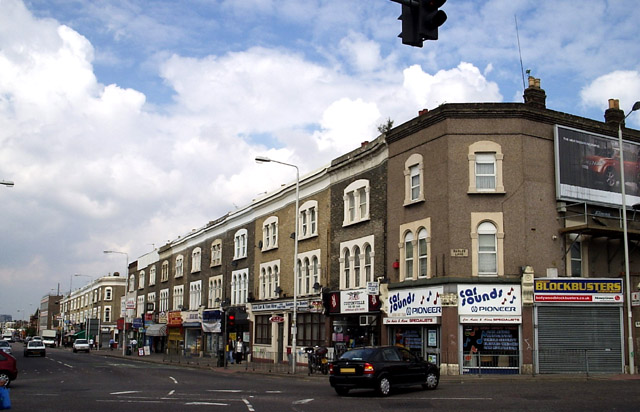
La High Road presso Goodmayes

Tuttavia, il quartiere appare sulle mappe già nei primi anni degli anni Settanta del Settecento: compariva già allora la Barley Lane, una delle principali arterie del quartiere, il cui nome si ritiene derivi da Dorothy Barley, ultima madre badessa della vicina abbazia di Barking, eletta nel 1527.
Quando nella seconda metà del 1800, è stata costruita la ferrovia tra Londra e Norwich, la Great Eastern Railway la zona e il confinante quartiere di Seven Kings si sono sviluppate grazie all'iniziativa del costruttore A. C. Corbett; a Goodmayes, la stazione ferroviaria, costruita nel 1901, era servita come slancio per lo sviluppo dell'area. A partire da allora, poco è cambiato nell'area e lo stile delle case a schiera edoardiane ha continuato a dominare nella zona con relativamente poche aggiunte più recenti.
La vecchia stazione di smistamento per il traffico delle merci del quartiere è stata chiusa negli anni Settanta, dopo essere caduta in disuso, e l'area che occupava è stata riqualificata per creare un'area commerciale: qui è stato costruito un centro commerciale della catena Tesco e una parte di un punto vendita della catena di prodotti di elettronica Wickes
Amministrativamente, Goodmayes era parte della località di Chadwell dell'antica parrocchia di Barking dell'Essex finché, nel 1888, le località di Chadwell e Great Ilford si sono separate per creare la nuova parrocchia di Ilford.
Da allora ha sempre fatto parte di Ilford; quindi è stata una località del Borgo municipale di Ilford dal 1926 al 1965 e, successivamente a quest'ultima data, un quartiere del borgo londinese di Redbridge.

## Infrastrutture e trasporti
- TfL Rail: stazione di Goodmayes

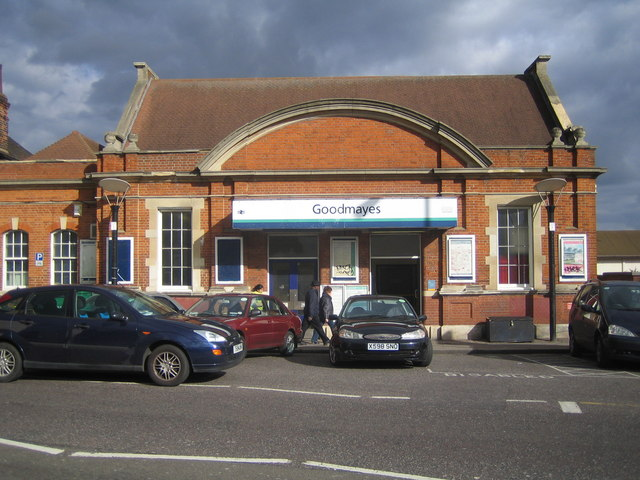
Stazione di Goodmayes

Il quartiere di Goodmayes è lambito a nord dalla Strada A12 ed è attraversato dal percorso dell'antica strada che da Londra portava a Colchester.
Il quartiere è servito dalla stazione di Goodmayes, che si trova lungo la ferrovia Great Eastern Main Line (Londra Liverpool Street - Norwich), nella Travelcard Zone 4. La stazione, servita da collegamenti gestiti da Transport for London tramite il TfL Rail, verrà trasformata in una stazione della futura linea Crossrail.
Varie linee di autobus collegano Goodmayes con i quartieri limitrofi.